# Greccio
Greccio és un comune (municipi) de la província de Rieti, a la regió italiana del Laci, situat a uns 16 al nord-oest de Rieti. A 1 de gener de 2019 la seva població era de 1.550 habitants.

## Història
Greccio va ser fundada, segons la tradició, com a colònia grega. Grecs que havien fugit o s'havien exiliat de la seva terra natal arran de la guerra es van establir aquí per la protecció natural que oferia. D'aquí el nom de Greccio. Els primers registres daten dels segles x i xi. El monjo benedictí Gregori de Catino (1062-1133) es refereix a la ciutat de Greccio en la seva obra "Resum farfense". Greccio es va convertir en un castell medieval fortificat envoltat de muralles i protegit per una fortalesa de sis torres.
Durant la lluita amb les ciutats veïnes, el castell va ser destruït el 1242 per les tropes de Frederic II. El 1799 la ciutat va ser destruïda i saquejada per l'exèrcit napoleònic.
Greccio va ser el lloc on, el desembre de 1223, Sant Francesc va idear el primerpessebre (en italià: presepe). La idea era descoratjar els pelegrins que anessin a Betlem, ja que es tractava d'una empresa de risc, ja que Terra Santa estanva aleshores sota el control dels turcs. La tradició continua fins avui, i es pot visitar un monument de sant Francesc, el Santuari de Sant Francesc (San Francesco).